# Blocos carnavalescos de São Paulo
Os Blocos carnavalescos de São Paulo são os bloco carnavalesco que desfilam nas ruas da cidade de São Paulo durante o período de carnaval, seja em áreas urbana ou na periferia.
Somente em 2015, foram registrados mais de 300 blocos nas subprefeituras e são esperados mais de dois milhões de foliões durante o perído de carnaval de 2015, ou seja, a cidade terá 75% blocos a mais do que o ano anterior, de 2014 e os blocos poderão ficar nas ruas até as 22h. Com esse crescimento, a permanência de turistas na cidade também aumente neste ano, conforme Wilson Poit, secretário municipal de turismo, muitos paulistanos vão deixar de viajar. Em 2014, a cidade movimentou cerca de 60 milhões de reais durante os dias de folia.
A Zona Oeste e Centro da cidade concentram maior número de atrações.
Número de blocos de rua em São Paulo por ano:
| Ano              | Número de blocos             |
| ---------------- | ---------------------------- |
| 2012             | 20                           |
| 2013             | 45                           |
| 2014             | 200                          |
| 2015             | 259                          |
| 2016             | 355 Inscritos 306 desfilaram |
| 2017 (inscritos) | 495 Inscritos 391 desfilaram |

Ranking de público nos principais blocos de São Paulo - Carnaval 2017
| BLOCOS                      | Estimativa realista (em mil) |
| --------------------------- | ---------------------------- |
| Acadêmicos do Baixo Augusta | 200                          |
| Domingo Ela Não Vai         | 130                          |
| Bloco Agrada Gregos         | 85                           |
| Unidos do BPM               | 30                           |
| Ritaleena                   | 25                           |
| Bloco do Síndico            | 25                           |
| Minhoqueens                 | 20                           |

Ranking de público nos principais blocos de São Paulo - Carnaval 2016
| BLOCOS                            | Mínimo (em mil) | Realista(em mil) | Máximo (em mil) |
| Acadêmicos do Baixo Augusta       | 120             | 150              | 180             |
| Bangalafumenga e Sargento Pimenta | 50              | 55               | 60              |
| BlocON com Sidney Magal           | 50              | 55               | 60              |
| Monobloco                         | 40              | 45               | 50              |
| Tô de Bowie                       | 35              | 40               | 45              |
| Ilú Obá De Min (dois desfiles)    | 35              | 40               | 45              |
| Domingo ela não vai               | 30              | 40               | 45              |
| Desmanche                         | 30              | 40               | 45              |
| Tarado ni você                    | 25              | 30               | 35              |
| Bastardo (foram 4 desfiles)       | 20              | 30               | 36              |
| Casa Comigo                       | 20              | 25               | 30              |
| Pilantragi                        | 20              | 25               | 30              |
| Agrada Gregos                     | 18              | 20               | 25              |
| Maluco Beleza (Alceu Valença)     | 15              | 18               | 20              |
| Gambiarra                         | 15              | 18               | 20              |
| Unidos do BPM                     | 15              | 18               | 20              |
| Chá da Alice                      | 15              | 18               | 20              |
| Bloco do Síndico                  | 12              | 15               | 18              |
| Ritaleena                         | 10              | 15               | 18              |
| Bregsnice                         | 10              | 15               | 18              |
| Confraria do Pasmado              | 10              | 12               | 15              |
| Espetacular Charanga do França    | 10              | 12               | 15              |
| Bloco Urubó                       | 8               | 10               | 12              |
| Agora Vai                         | 8               | 10               | 12              |
| Bloco Oração                      | 2               | 3                | 4               |

Fonte: Secretaria Municipal de Cultura de São Paulo

## História
O Bloco dos Esfarrapados é o mais antigo bloco carnavalesco paulistano, o bloco atua na região do Bexiga desde 1947 sempre na segunda-feira de Carnaval. Também percorrem o Bexiga, um dos berços do samba tipicamente paulistano – os blocos UMES Caras Pintadas, promovido pela União Municipal dos Estudantes Secundaristas de São Paulo, e a Banda do Candinho, que tem 32 anos de história.
Historicamente, a cidade de São Paulo não possui grandes tradições nos blocos de rua como nas cidades mais tradicionais como Rio de Janeiro, Salvador e Olinda, contudo, nos últimos anos, entre 2010 e 2015, esse número se tornou expressivo e o carnaval de rua em São Paulo ganhou muitos adeptos. As subprefeituras com maior concentração de blocos são Sé com 86 blocos registrados, Pinheiros (67), Lapa (22), Moóca (16), Butantã (13) e Freguesia do Ó/Casa Verde com 13.
Alguns blocos de renome de origem carioca, como Bangalafumenga e Sargento Pimenta também desfilam no carnaval paulista, mantendo inclusive toda estrutura em São Paulo.

## Alguns blocos
Bloco Bangalafumenga, Bloco Agrada Gregos, Bloco Vai você em Dobro, Banda do Candinho, A PUC QUE TE PARIU, Unidos do Baixo Augusta, Bloco Gonzagão, Ilú Obá de Mim, Bloco Não serve Mestre, Bloco Tarado Ni Você, Bloco de Quatro, Bloco Os Madalena, Bicho Maluco, Bloco Fluvial do Peixe Seco, Bloco KAYA NA GANDAIA, Acadêmicos da Nove de Julho, Bloco do Síndico.